# Halectinosoma spinicauda
Halectinosoma spinicauda is een eenoogkreeftjessoort uit de familie van de Ectinosomatidae. De wetenschappelijke naam van de soort is voor het eerst geldig gepubliceerd in 1961 door Wells.